# کوردوبا، آرژانتین
کوردوبا مرکز استان کوردوبا در کشور آرژانتین است.این شهر در مرکز استان کوردوبا قرار دارد.

## نگارخانه

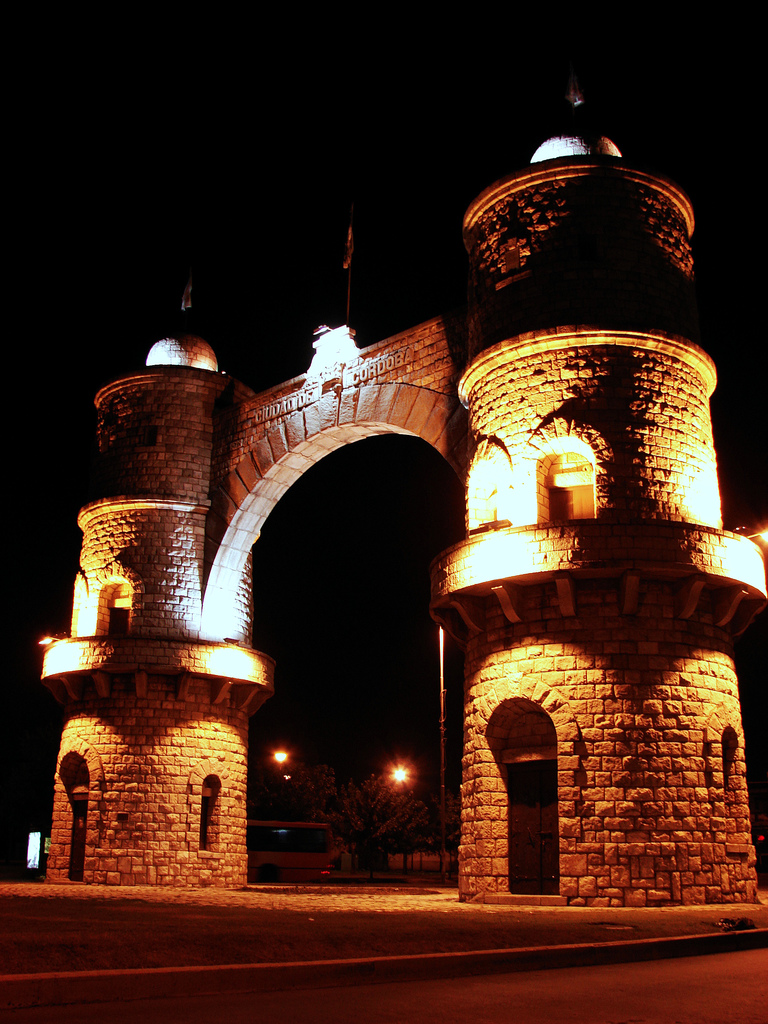
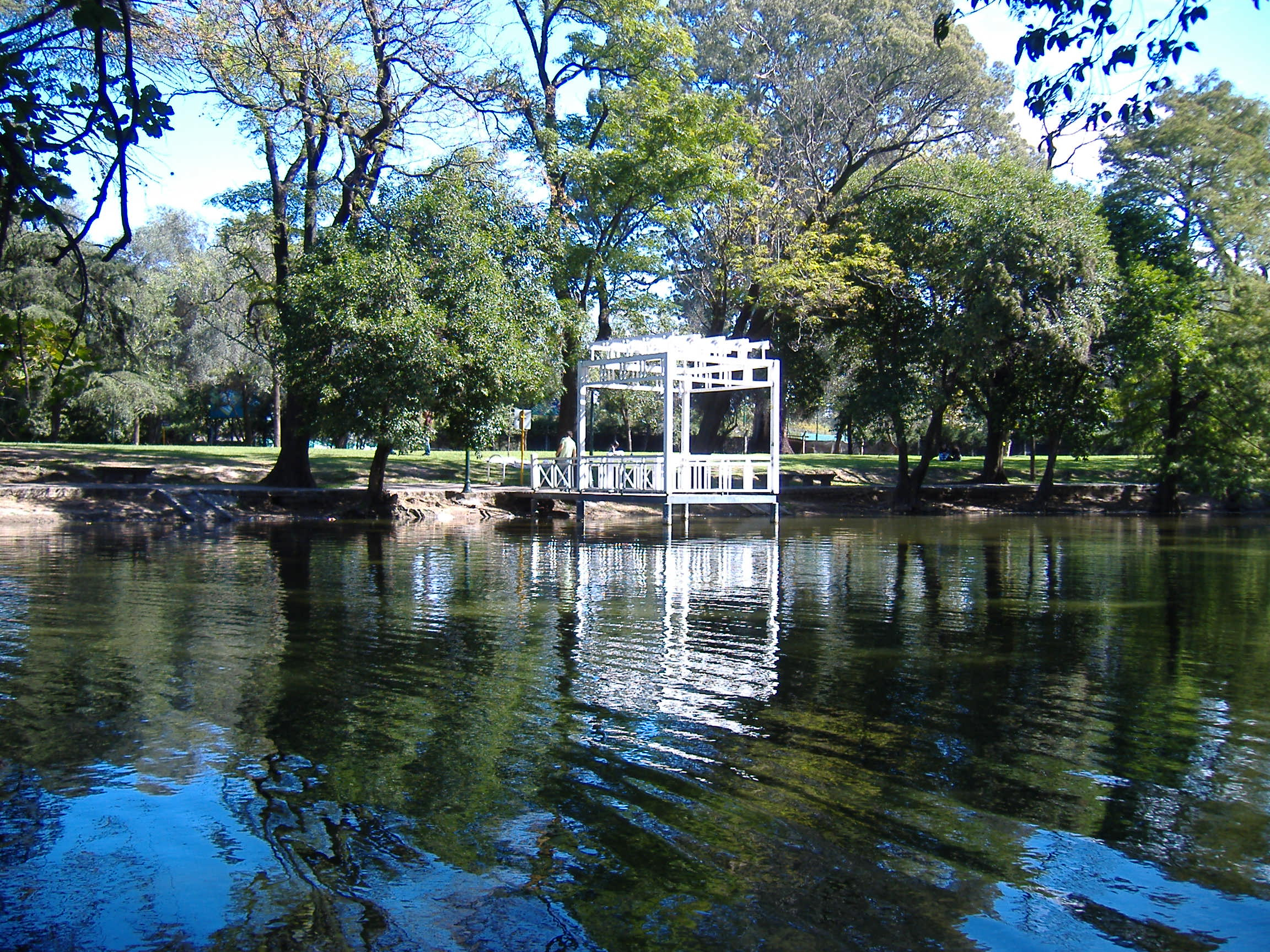
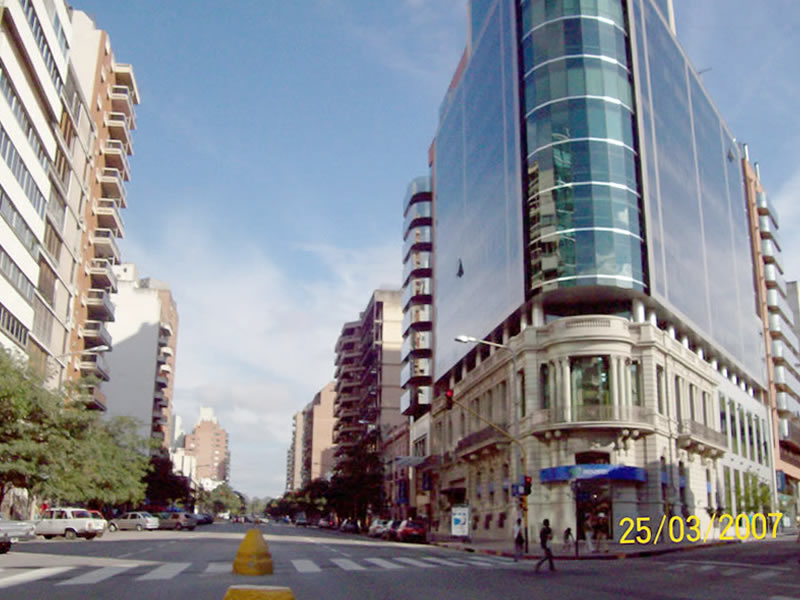
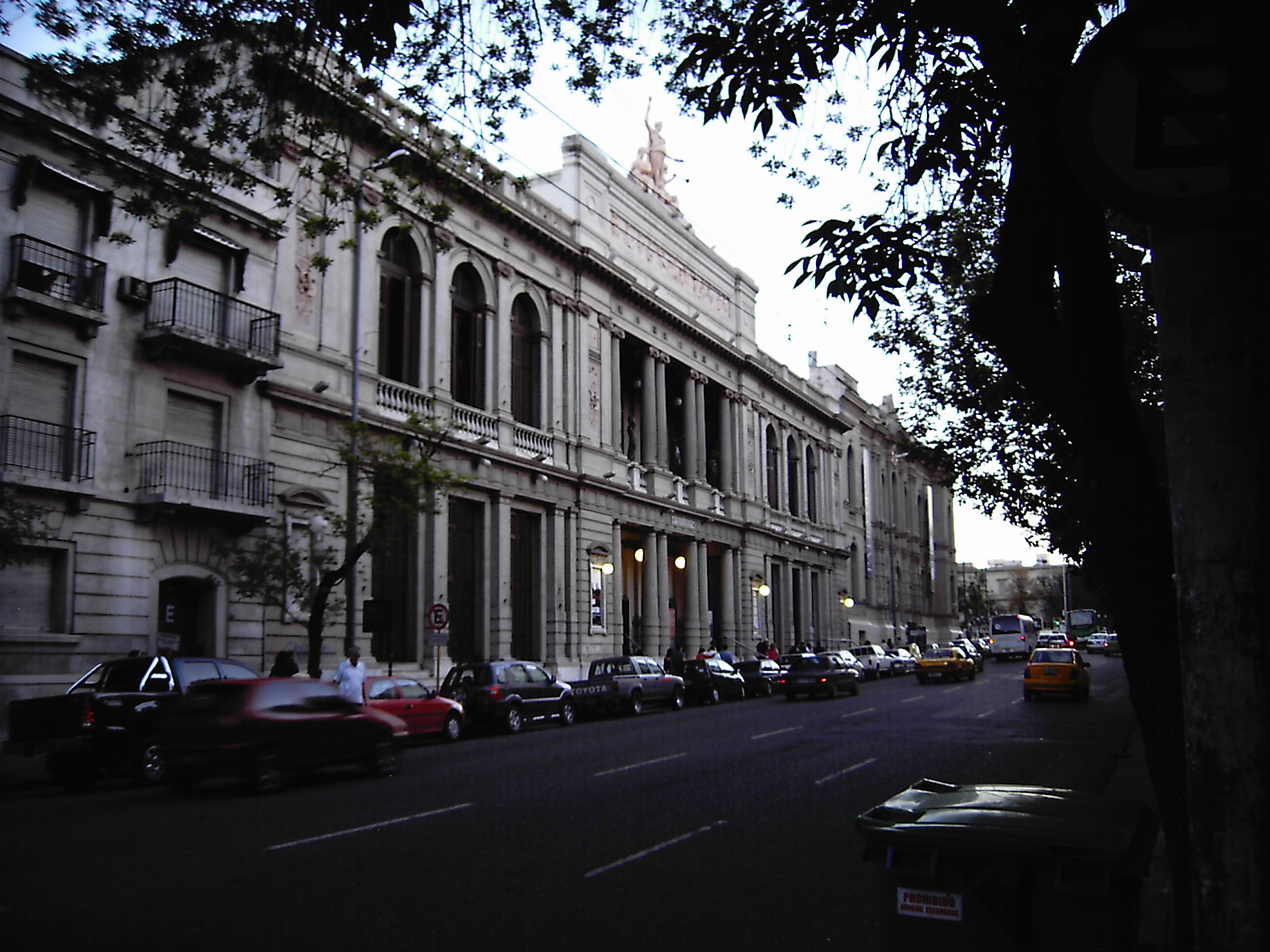
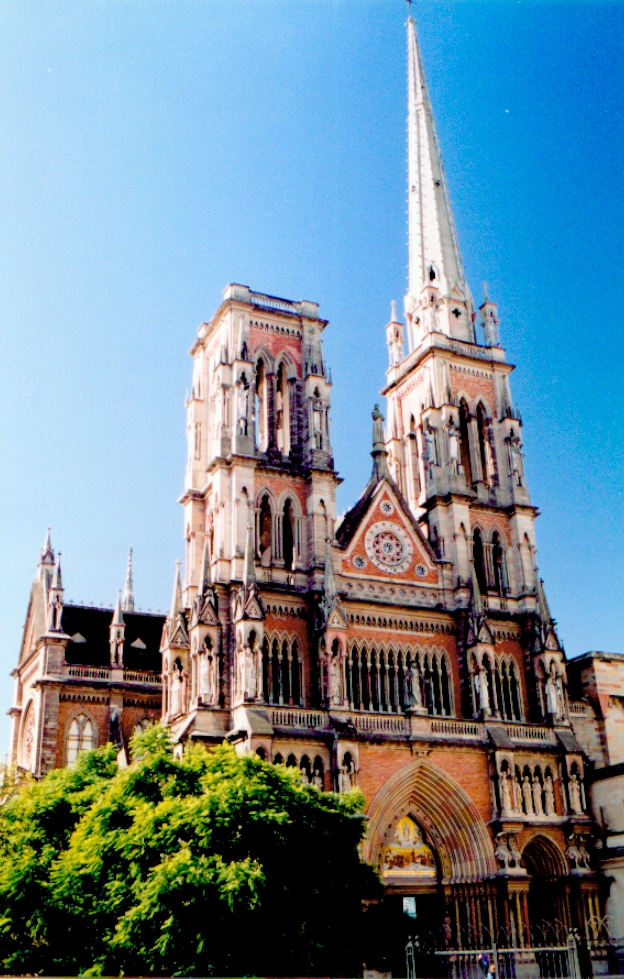
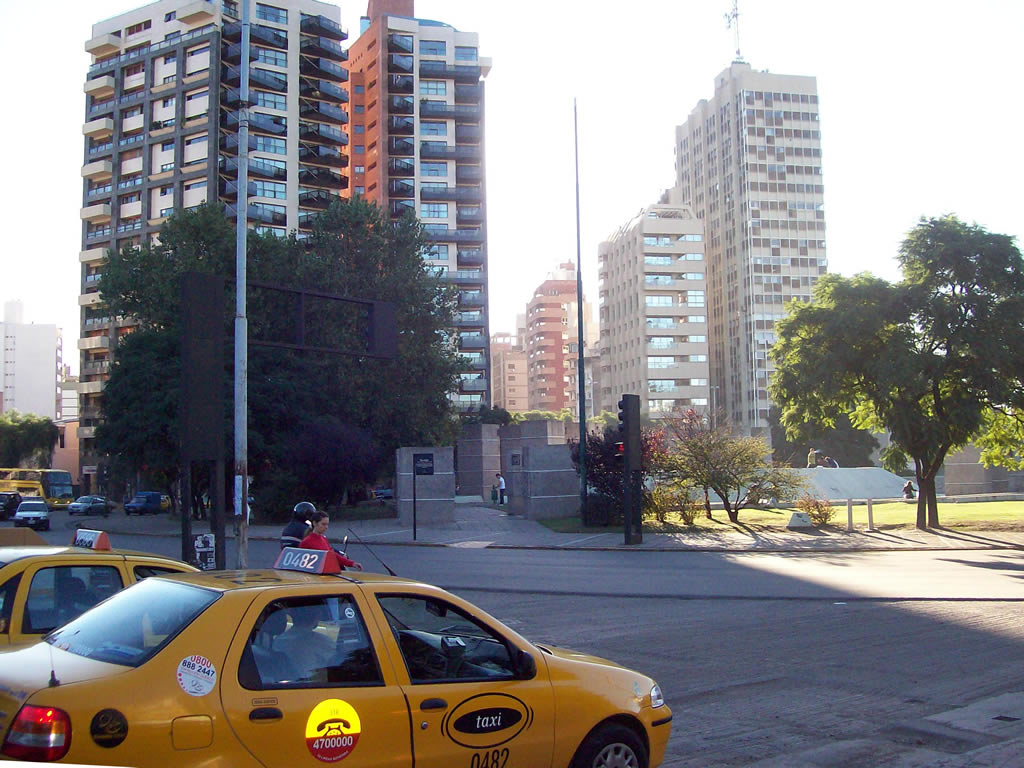
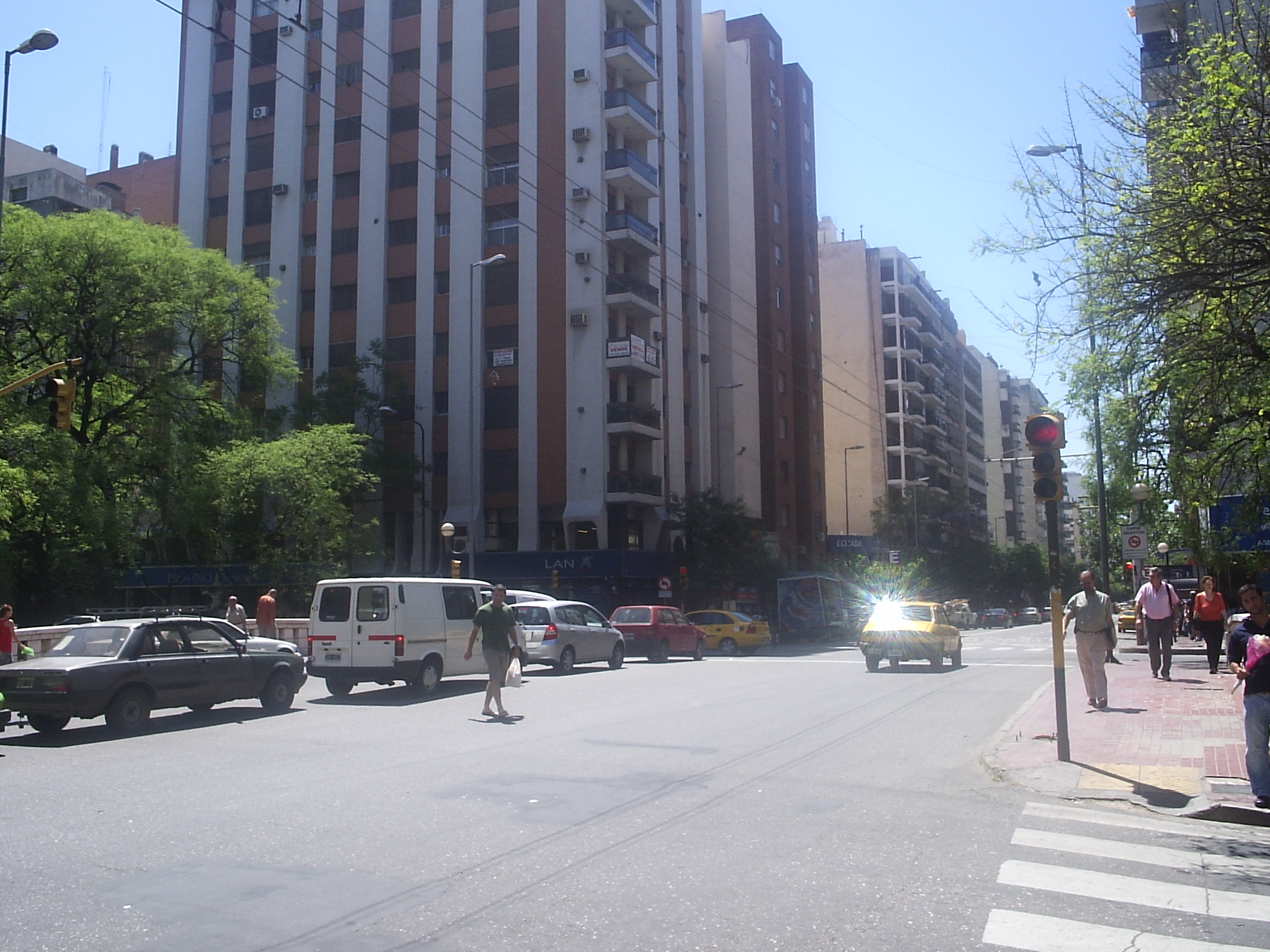
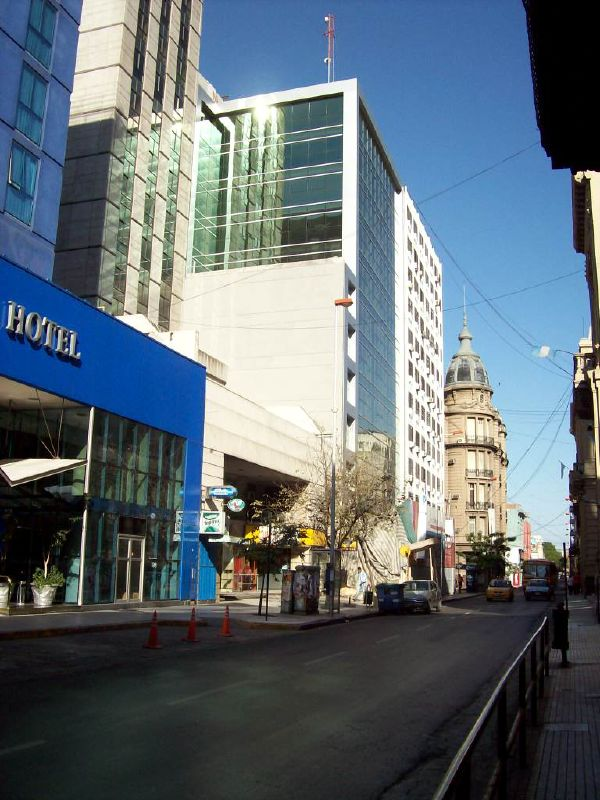
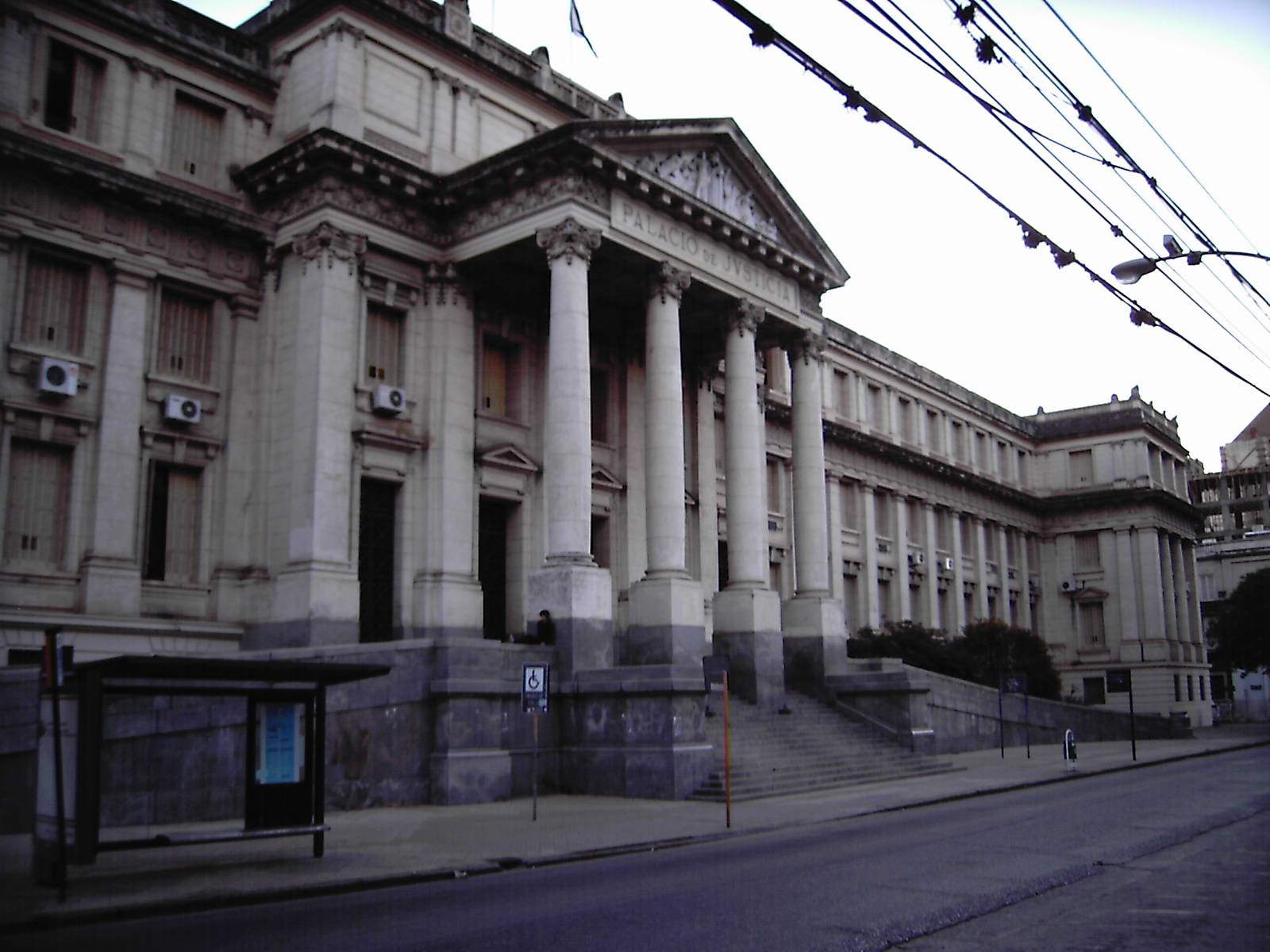
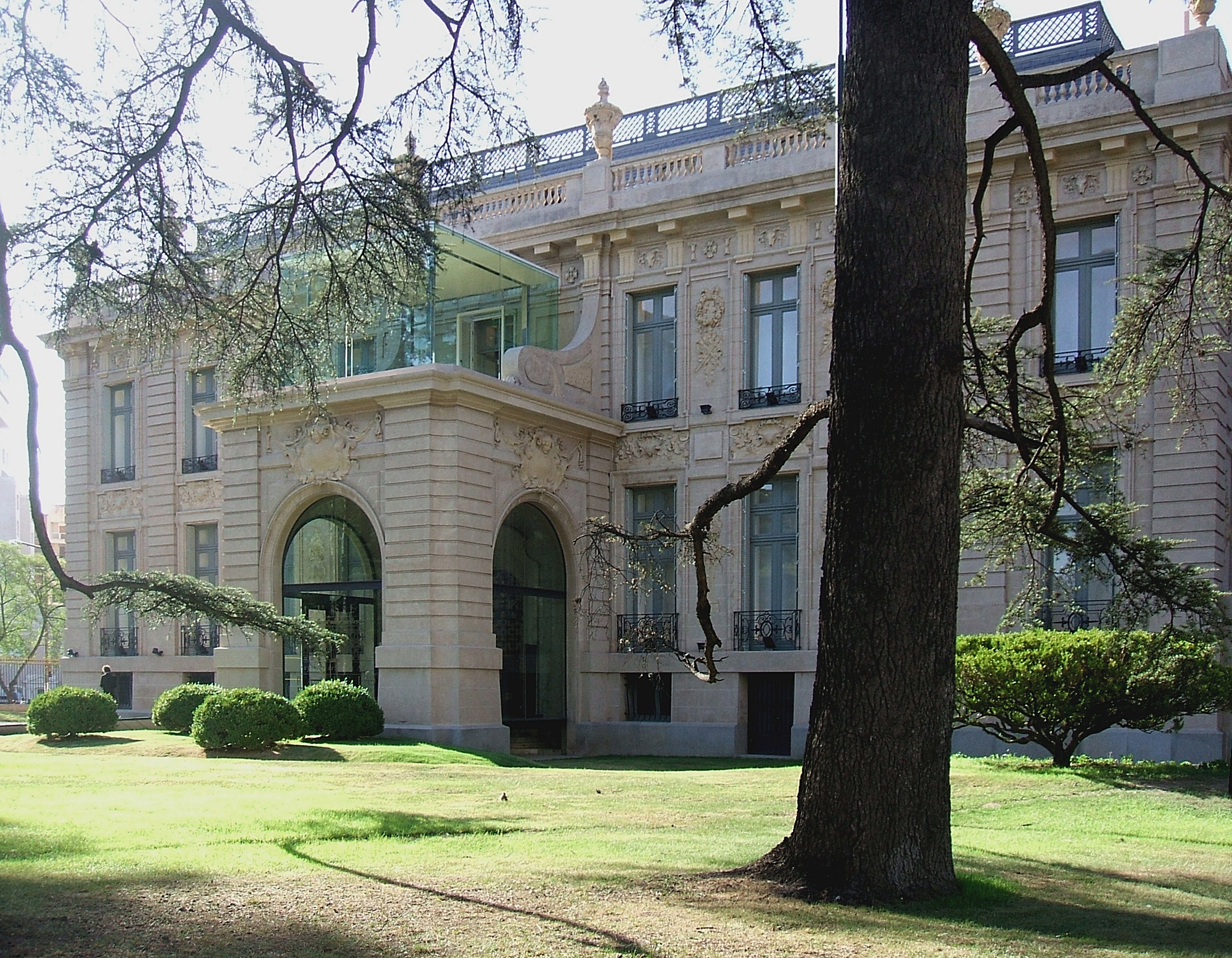
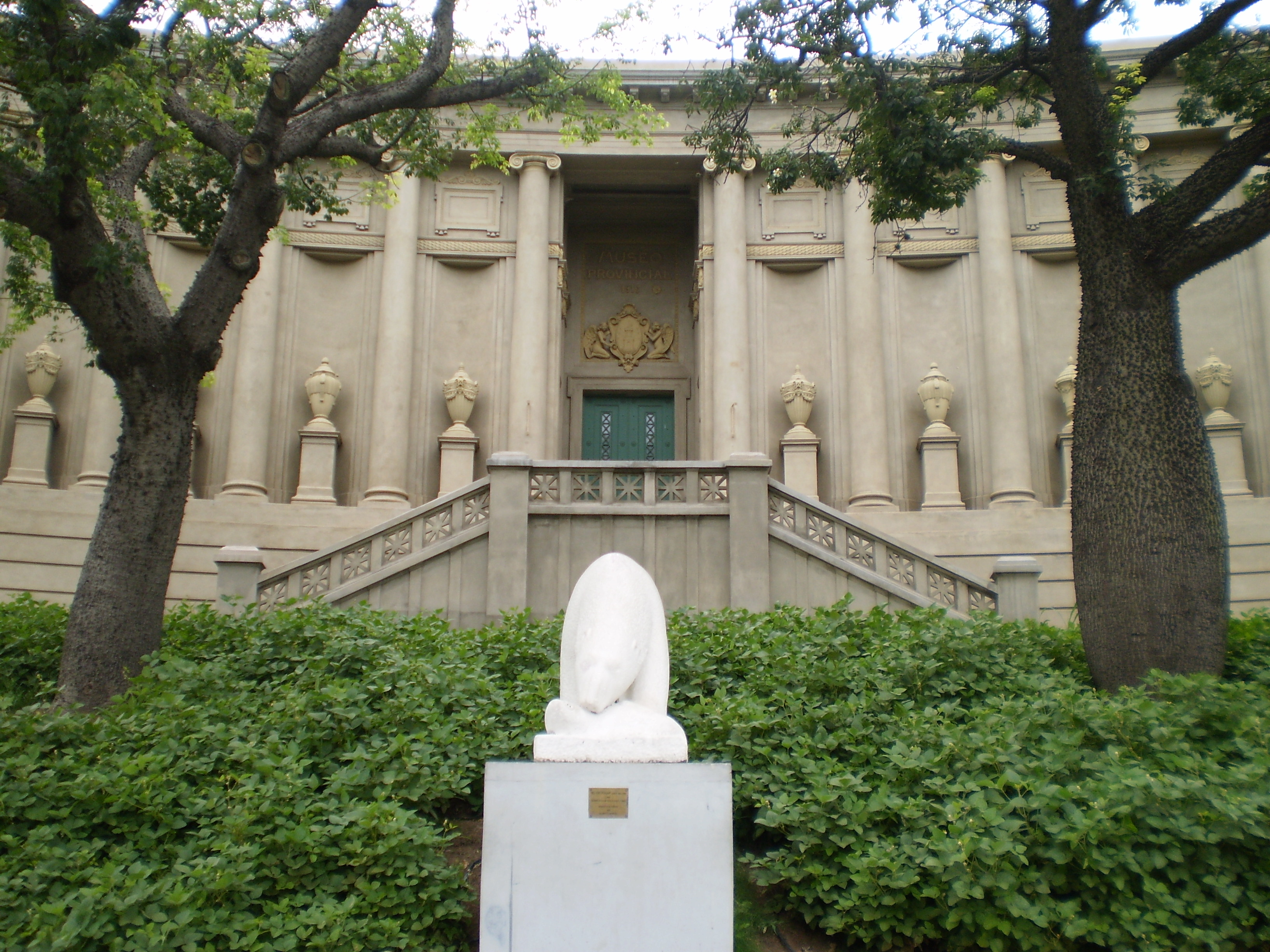
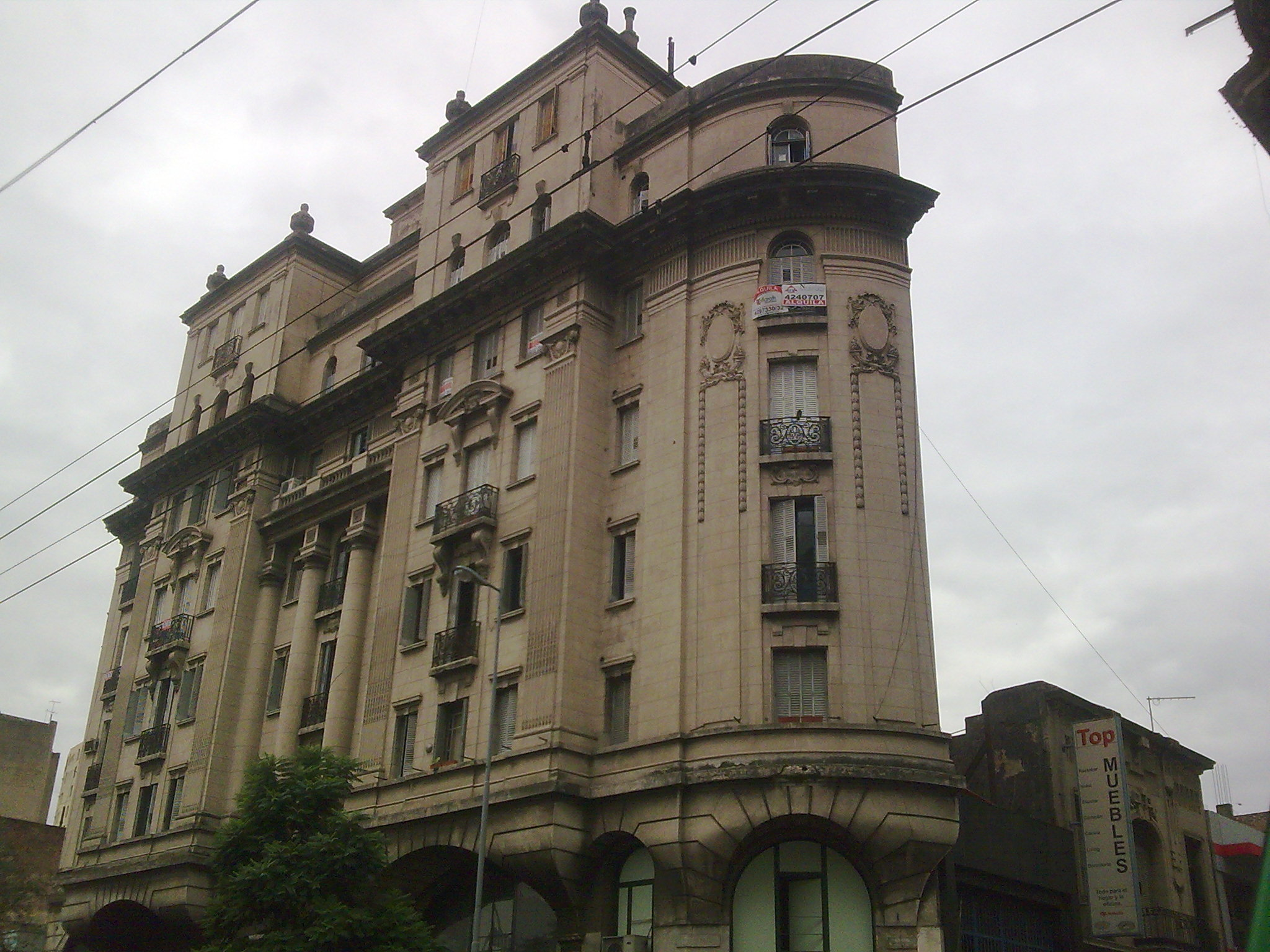
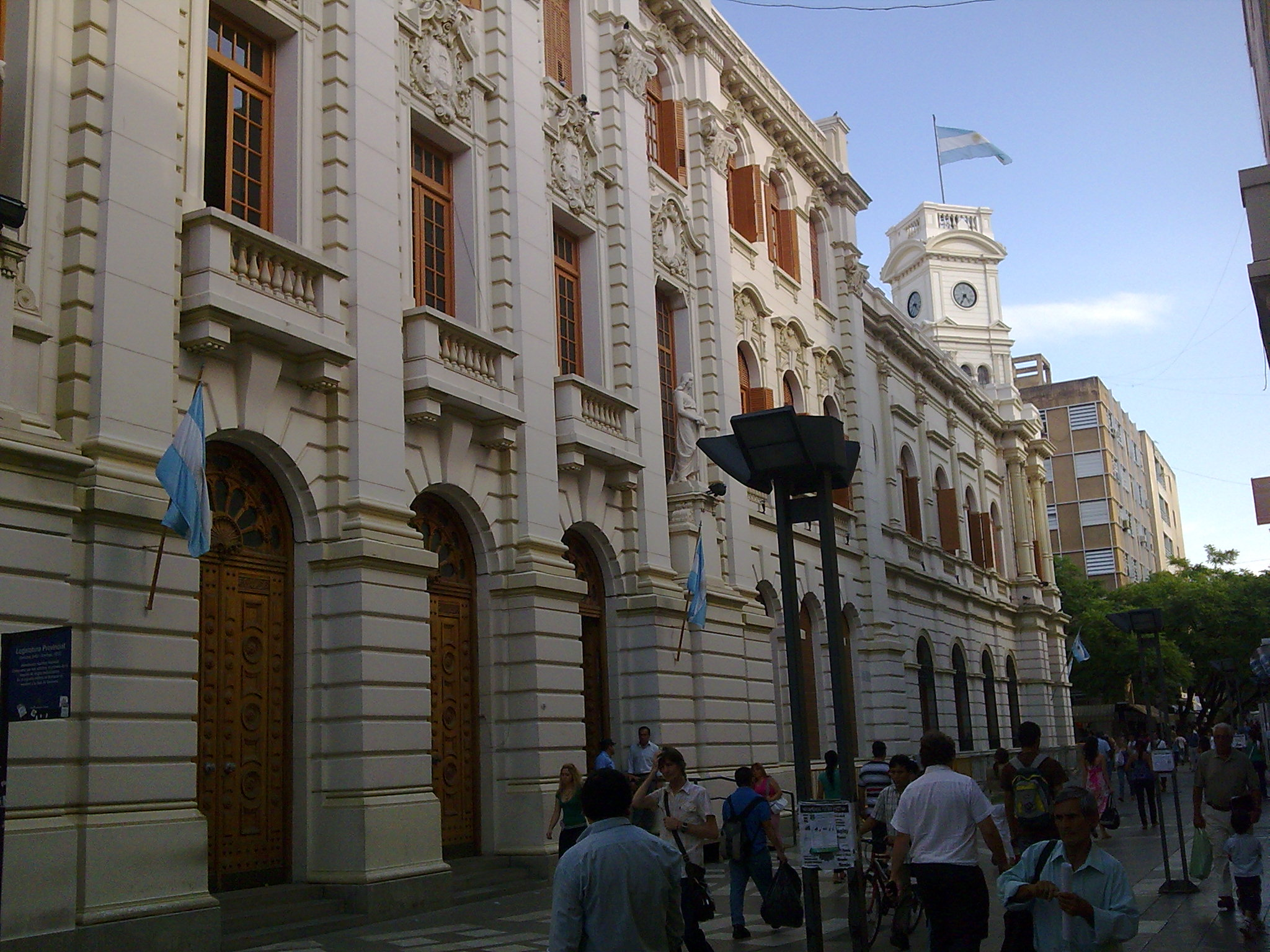
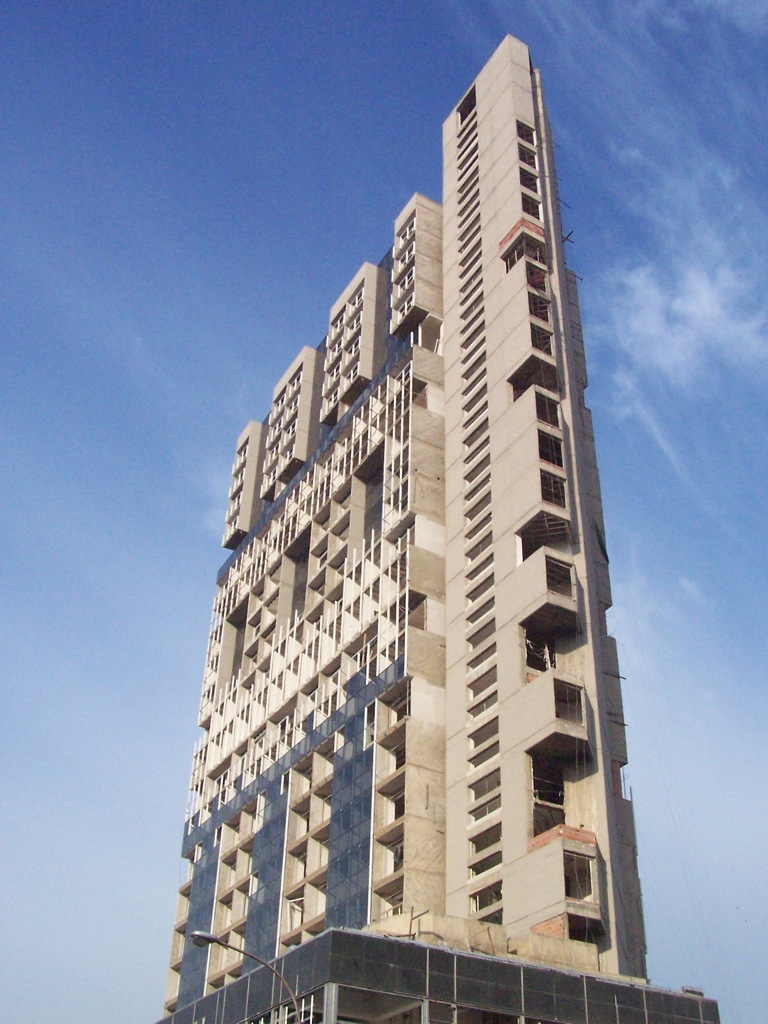